# Emilio Ravel
Emilio Ravel, pseudonimo di Emilio Raveggi (Siena, 2 febbraio 1933 – Castelnuovo Berardenga, 13 febbraio 2018), è stato un giornalista, autore televisivo e scrittore italiano, uno dei pionieri della televisione pubblica in Italia.

## Biografia
Dopo la partecipazione alle rubriche Semaforo (1955) di Ugo Gregoretti, Permette una domanda? (1956) con Armando Pizzo e Arti e scienze (1961) con Carlo Mazzarella, è prima inviato e poi caporedattore a TV7 (1969). Dall'anno seguente ha collaborato al rotocalco televisivo AZ, un fatto come e perché.
Fra le trasmissioni che portano la sua firma la più famosa è sicuramente la rubrica dedicata allo spettacolo del neonato TG2, Odeon (dal 1976), in collaborazione con Brando Giordani, con il quale realizza successivamente Colosseum (dal 1983). Ha collaborato anche a Gulliver (1980), Replay (1981), Unomattina (1994) e Bella Italia.
Senese della contrada della Selva, è stato per anni il telecronista ufficiale per la Rai del Palio. Ha collaborato ai canali tematici satellitari di RaiSat realizzando molte rubriche (come la serie Album, dedicata a personaggi famosi) prima di passare a Sky TG24 (Doppio espresso, con Brando Giordani).
È stato autore di inchieste giornalistiche, testi di narrativa e divulgazione storica: Esploriamo l'autostrada (1963), Il tumulto dei Ciompi (1978), Il diavolo a Firenze (1987) e, con Idalberto Fei, Cavalli che correte in piazza quando è estate: gli animali delle contrade del Palio di Siena. Racconti fantastici e storia vera (2007). Con Brando Giordani ha firmato anche la regia e la sceneggiatura del film SuperTotò (1980).
Nel 2012 viene chiamato da Caterina Stagno nel gruppo di Giovanni Minoli per collaborare alla produzione del magazine Dixit Stelle in onda su Rai Storia.
Dal 2013 al 2015 collabora con la struttura RaiExpo. La sua ultima opera Tv è stata "Noi siamo l'Italia" andata in onda su Rai Tre.

## Opere
- Emilio Ravel, Il tumulto dei Ciompi: 1378: i primi compagni, Firenze, Bonechi, 1978, SBN SBL0240174. Introduzione di Roberto Barzanti.
- Brando Giordani e Emilio Ravel (regia di), SuperTotò, s.l., s.e., post 1980, SBN LO10835345. Antologia di spezzoni di 18 film, raccolti in capitoli: La maschera, Le donne, L'arte di arrangiarsi, La fame, I ricchi, I prepotenti, Il varietà, Per gli uomini contro i caporali.
- Emilio Ravel, Il diavolo a Firenze, Milano, Mondadori, 1987, SBN CFI0109644.
- Idalberto Fei e Emilio Ravel, Cavalli che correte in piazza quando è estate: gli animali delle contrade del palio di Siena: racconti fantastici e storia vera, Firenze, Emmebi, 2007, SBN CFI0706218. Presentazione di Andrea Camilleri e di Giorgio Pressburger; formelle dipinte da Antonella Cappuccio.
- Emilio Ravel, L'uomo che inventò se stesso: vita e commedia di Giacomo Casanova, Roma, La Lepre Edizioni, 2010, SBN RAV1951441. Conversazione introduttiva con Ugo Gregoretti.